# Mittellochsknob
Der Mittellochsknob ist eine Sandbank östlich der Südspitze der Insel Amrum. Südlich befindet sich der Hubsand, westlich der Hafenpriel Wittdün.